# Austrodecus calcaricauda
Austrodecus calcaricauda là một loài nhện biển trong họ Austrodecidae. Loài này thuộc chi Austrodecus. Austrodecus calcaricauda được miêu tả khoa học năm 1957 bởi Stock.